# Beta Apodis
Beta Apodis (β Aps, β Apodis) este denumirea Bayer dată pentru o stea aflată în constelația circumpolară sudică Pasărea Paradisului. Este aflată la aproximativ 158 al (48 parseci) distanță de Pământ, determinată prin măsurători ale paralaxei. Magnitudinea aparentă vizuală a stelei este de +4,24, ceea ce înseamnă că este destul de luminoasă pentru a putea fi observată cu ochiul liber.
Spectrul acestei stele are caracteristicile K0 III, care, în conformitate cu modelele evoluției stelare, indică faptul că steaua se află în faza de stea gigantă, adică rezervele de hidrogen din nucleu au fost consumate prin fuziune nucleară. Diametrul angular măsurat al stelei este de 2,09 ± 0,11 mas. Atmosfera exterioară a stelei Beta Apodis are o temperatură efectivă de aproximativ 4900 de K. Această căldură mare este cauza nuanței de portocaliu tipică pentru stelele de tip K.